# Cuadros
Cuadros es un municipio y lugar español de la provincia de León, en la comunidad autónoma de Castilla y León. Cuenta con una población de 2090 habitantes (INE 2024). Perteneció a la antigua Hermandad de Bernesga de Arriba.

## Geografía
Integrado en la comarca de Tierra de León, se sitúa a 15 kilómetros de la capital provincial. El término municipal está atravesado por la carretera nacional N-630, entre los pK 126 y 129, por la carretera autonómica CL-623, que se dirige hacia Carrocera y Sariegos, y por otra carretera local que conecta con La Robla.
El relieve del municipio está definido por el valle del río Bernesga, que desciende de norte a sur, y por las montañas que lo limitan, donde se originan los numerosos arroyos del territorio. La altitud oscila entre los 1316 metros al noroeste (pico Negrones), en el límite con Carrocera, y los 860 metros a orillas del río Bernesga. El pueblo se alza a 900 metros sobre el nivel del mar. 
| Noroeste: Carrocera               | Norte: La Robla | Nordeste: Garrafe de Torío |
| Oeste: Rioseco de Tapia           |                 | Este: Garrafe de Torío     |
| Suroeste: San Andrés del Rabanedo | Sur: Sariegos   | Sureste: Sariegos          |

## Poblaciones
Dentro del ámbito municipal de Cuadros existen las siguientes poblaciones:
- Cabanillas
- Campo y Santibáñez
- Cascantes
- Cuadros
- Lorenzana
- La Seca
- Valsemana
- Villalbura (despoblado)

## Demografía
Cuenta con una población de 2090 habitantes (INE 2024).
| Gráfica de evolución demográfica de Cuadros entre 1842 y 2021                                                         |
| |
| Población de derecho según los censos de población del INE. Población de hecho según los censos de población del INE. |